# Raybon Bros.
Die Raybon Bros. waren ein Country-Musik-Duo bestehend aus Marty Raybon (* 8. Dezember 1959 in Greenville, Alabama) und Tim Raybon (* 11. Mai 1963 in Jacksonville, Florida).

## Karriere
In den 1970er Jahren hatten die Brüder Marty, Rick und Tim Raybon gemeinsam mit ihrem Vater musiziert. Marty gelang als einzigem der Familie eine musikalische Karriere: Er war Leadsänger der Country-Rock-Formation Shenandoah. 
1997 verließ Marty Raybon die Gruppe und nahm mit seinem Bruder Tim, der zu dieser Zeit in Nashville als Sessionmusiker arbeitete, die Single Butterfly Kisses auf, eine Coverversion des Songs von Bob Carlisle. Innerhalb weniger Wochen wurden mehr als 500.000 Exemplare verkauft. Sofort wurde ein Album produziert, Raybon Bros., das ebenfalls erfolgreich war und von der Kritik gute Bewertungen erhielt.
2002 nahm Marty Raybon das Album Full Circle auf, bei dem auch sein Bruder Tim als Sänger mitwirkte.

## Todesfall
Rick Raybon, der ältere Bruder der Bluegrass- und Country-Künstler Marty und Tim Raybon, verstarb am 31. Juli 2021 nach einem Kampf gegen Kehlkopfkrebs. Er war 63 Jahre alt und befand sich seit einiger Zeit in schlechter körperlicher Verfassung. Zuletzt erlitt er einen Schlaganfall.

## Diskografie
Studioalben
- 1997: Raybon Brothers

Singles
- 1997: Falling (feat. Olivia Newton-John) / Your Love
- 1997: Butterfly Kisses
- 1997: The Way She‘s Lookin‘ / Tangled Up In Love